# Bernhard Molique
Wilhelm Bernhard Molique, född 7 oktober 1802 i Nürnberg, död 10 maj 1869 i Cannstatt, var en tysk violinist och kompositör.
Molique undervisades av konsertmästaren Pietro Rovelli i München, vars plats han erhöll 1820. I Stuttgart verkade han 1826–1849 som hovkonsertmästare och i London 1849–1866 som solo- och kvartettspelare samt högt ansedd violinlärare. 
Moliques spel gällde som mönster för stor, skön ton och teknisk fulländning. Hans kompositioner (sex violinkonserter, åtta stråkkvartetter, trior, fantasier, mässor, en symfoni, oratoriet Abraham med mera) röjer frändskap med Louis Spohr.

## Verk (i urval)

### Kammarmusik
- Tre konsertanta duos för 2 violiner, op. 2
- Stråkkvartett i G-dur, op. 16
- Stråkkvartett i c-moll, op. 17
- Tre stråkkvartetter, op. 18 (i F-dur, a-moll resp. Ess-dur)
- Duo concertant nr 1 i e-moll för violin och piano, op. 20
- Duo concertant nr 2 i a-moll för violin och piano, op. 24
- Pianotrio nr 1 i B-dur, op. 27
- Stråkkvartett i f-moll, op. 28
- Duo concertant nr 3 i h-moll för violin och piano, op. 33
- Flöjtkvintett i D-dur, op. 35
- Stråkkvartett i B-dur, op. 42
- Stråkkvartett i a-moll, op. 44
- Pianotrio nr 2 i F-dur, op. 52
- Sonat för concertina och piano, op. 57
- Pianokvartett i Ess-dur, op. 71

### Konserter
- Violinkonsert nr 1 i E-dur, op. 1
- Violinkonsert nr 2 i A-dur, op. 9
- Violinkonsert nr 3 i d moll, op. 10
- Violinkonsert nr 4 i D-dur, op. 14
- Violinkonsert nr 5 i a-moll, op. 21
- Violinkonsert nr 6 i e-moll, op. 30
- Cellokonsert i D-dur, op. 45
- Flöjtkonsert i d moll, op. 69
- Concertino för oboe och orkester i g moll
- Klarinettkonsert i f-moll

### Oratorium
- Abraham, op. 65

### Sakral musik
- Mässa i f moll, op. 22